# Кань Ютвай
Кань Ютвай (англ. Yuet Wai Kan; род. 11 июня 1936, Гонконг) — американский учёный. Труды в основном посвящены применению молекулярной биологии и генетики в клинической медицине, в том числе диагностике болезней по ДНК эмбриона, работам по полиморфизму ДНК.

## Награды
Среди наград:
- Премия Уильяма Аллана[англ.] (1984)
- Международная премия Гайрднера (1984)
- Премия Ласкера — Дебейки за клинические медицинские исследования (1991)
- Премия Шао (2004).

Является членом и иностранным членом следующих академий:
- Лондонского королевского общества (1981)[1]
- Национальной академии наук США (1986)[2].
- Китайской академии наук (1996)[3]